# 宮島えみ
宮島 えみ（みやじま えみ、3月17日 - ）は、日本の声優。アクセント所属。

## 経歴・人物
北海道芸術高等学校札幌キャンパス、声優コース卒業。アクセント附属養成所シャイン13期生。
趣味は映画鑑賞、イラスト、音楽鑑賞。特技はダンス、バスケットボール。

## 出演
太字はメインキャラクター。

### テレビアニメ
2014年
- 大図書館の羊飼い（音楽教師、女子生徒）

2016年
- ハルチカ〜ハルタとチカは青春する〜（朝比奈紗恵）
- ハイスクール・フリート（内田まゆみ）

2017年
- セントールの悩み（朱池美津代）
- 異世界食堂（子供）

2018年
- 恋は雨上がりのように（喜屋武はるか、店員）
- メルヘン・メドヘン（2018年 - 2019年、シャルル）
- 百錬の覇王と聖約の戦乙女（女性、女教師）

2019年
- 不機嫌なモノノケ庵 續（司法の奉公人）
- なんでここに先生が!?（鈴木すず）

2020年
- GO!GO!アトム
- 球詠（女子生徒、二塁審、数学教師、中山、西浦麻友）
- ひぐらしのなく頃に業（2020年 - 2021年、クラスメイト、男子） - 2シリーズ
- くまクマ熊ベアー（2020年 - 2023年、くまゆる、エレナ、ナール、メル） - 2シリーズ

2022年
- 賢者の弟子を名乗る賢者（ハンナ）
- であいもん（女性客、近所の奥さん）
- ダンス・ダンス・ダンスール（男子生徒C）
- シャインポスト（女子高生、客、ファン、店員、アナウンス 他）
- BLEACH 千年血戦篇（美女）

2023年
- 解雇された暗黒兵士（30代）のスローなセカンドライフ（村人A、村人B、ザザ、仲間B、鳥 他）
- AIの遺電子（女性）

2024年
- 最強タンクの迷宮攻略〜体力9999のレアスキル持ちタンク、勇者パーティーを追放される〜（新米冒険者B）
- 異世界ゆるり紀行 〜子育てしながら冒険者します〜（ラティス）
- ハイガクラ（歌士）

2025年
- 日本へようこそエルフさん。（女性社員）
- BanG Dream! Ave Mujica（御花林さくら、車内アナウンス）
- ゴリラの神から加護された令嬢は王立騎士団で可愛がられる（とりまき、女子生徒、子供たち）
- ある魔女が死ぬまで（おばちゃん）

### 劇場アニメ
- 劇場版 ハイスクール・フリート（2020年、内田まゆみ[17]）

### OVA
- OVA ハイスクール・フリート（2017年、内田まゆみ）
- 幽☆遊☆白書 のるかそるか（2018年、女）

### Webアニメ
- コンドームバトラー ゴロー（2020年、ゴロー、ミク）[18]
- 悪魔くん（2023年、マヒロ）

### ゲーム
- Glass Heart Princess（2012年、鳥丸菜々）
- Glass Heart Princess:PLATINUM（2013年、鳥丸菜々）
- 必殺仕事人〜お仕置きコレクション〜（2013年、瑠璃川京香、清原ゆい）
- アルケミアストーリー（2017年、リーヤン[19]）
- A3!（2018年、観客、カレー店の店員[20]、看護師[21]、地方の街の店員、バーの店員、ガイ〈幼少時〉[22]）
- マーダーメイデン（2018年、黒神唯[23]）
- ハイスクール・フリート 艦隊バトルでピンチ!（2019年、内田まゆみ）
- タワーオブスカイ（2023年、ヒュージー[24]）
- サイキックイクリプス reload（2023年、ケイ・ヨルシカ（幼少）[25]）

### ドラマCD
- アイドルプリテンダー（2013年）[26] - チャンピオンRED いちごVol.36付録

### ボイスコミック
- 仄見える少年（2020年 - 2021年、哀別理久）

### 吹き替え

#### 映画
- バト・ミツバにはゼッタイ呼ばないから（ステーシー）
- アオラレ（カイル・フリン〈ガブリエル・ベイトマン〉）
- WILD HORSES
- モーリス（キティ）
- ハーフ・オブ・イット: 面白いのはこれから（クラス女子）
- ホーム・チーム（英語版）

#### ドラマ
- NCIS 〜ネイビー犯罪捜査班 シーズン5 #9（カーソン）
- クリミナル・マインド9 FBI行動分析課 #21（ローリン）
- エージェント・オブ・シールド
- 超ゲーマー伝説 ぼくらの裏ワザ青春白書
- チェサピーク海岸（ケイトリン、ダニエル）
- ドクター・フー シーズン10（ドット、ペリー、フェリシティ）
- アンディ・マック（アイリス）
- コード・ブラック シーズン3（ナタリー）
- THIS IS US/ディス・イズ・アス シーズン3（ホリー）
- SUPERGIRL/スーパーガール（ボビー）
- レイブンのウチはチョー大変!（ジャスミン）
- 5ファースト・デート シーズン2（キャット）
- サルファー・スプリングスの秘密 （グリフィン〈プレストン・オリヴァー〉）
- SPY CITY 〜ベルリン 1961〜（エリーザ・ハーン〈レオニー・ベネシュ〉[27]）

#### アニメ
- ライオン・ガード（ズーリ）
- ちいさなプリンセス　ソフィア
- おっはよー!アンクル・グランパ（ウェン）
- ショップキンズ（ストロベリーダブス、メイシー・マカロン）
- パワーパフガールズ

### ラジオCD
- ハルチカ〜ハルタとチカはラジオする〜 Vol.1（特別版ゲスト）[28]

### 舞台
- 劇団シアターノーチラス 「グレーテルの妹」（2014年、9月3日〜9月7日）[29]

### ナレーション
- よみうりランド（2015年、テレビCM）[30]
- レゴランド・ディスカバリー・センター大阪（2015年）[31]

## ディスコグラフィ

### キャラクターソング
| 発売日        | タイトル                                                                                 | 歌                                               | 楽曲         | 備考                                                     |
| ------------- | ---------------------------------------------------------------------------------------- | ------------------------------------------------ | ------------ | -------------------------------------------------------- |
| 2016年5月25日 | TVアニメ「ハルチカ〜ハルタとチカは青春する〜」キャラクターソングミニアルバム〜ガールズ〜 | 朝比奈香恵（小見川千明）、朝比奈紗恵（宮島えみ） | 「オレンジ」 | テレビアニメ『ハルチカ〜ハルタとチカは青春する〜』関連曲 |

### シリーズ一覧
1. ↑  『業』（2020年 - 2021年）、続編『卒』（2021年）
2. ↑  第1期（2020年）、第2期『ぱーんち！』（2023年）